# リコシェ (プロレスラー)
リコシェ（Ricochet、 1988年10月11日 - ）は、アメリカの男性プロレスラー。
本名、トレバー・ディーン・マン（Trevor Dean Mann）、ケンタッキー州パデューカ出身。AEW所属。

## 来歴

### インディー団体
2003年、プロレスラーデビューを果たす。

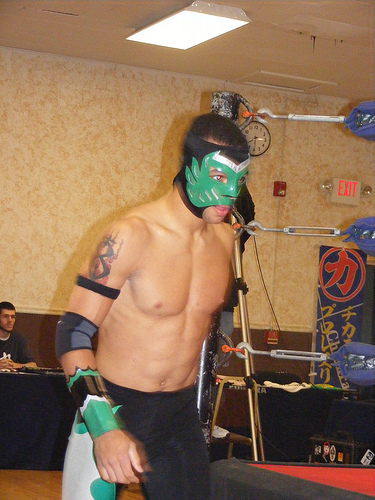
2008年、ヘリオス時代

2010年、DRAGON GATE USAに参戦。CIMAにスカウトされ来日を果たす。抜群の身体能力を武器に、PACと抗争を繰り広げ、瞬く間にオープン・ザ・トライアングル・ゲート王座を奪取。
2011年11月、PACが保持するオープン・ザ・ブレイブゲート王座に挑戦、11度の防衛で長期政権を築いていたPACから王座を奪取。吉野正人、土井成樹、Kzyと3度の防衛に成功したが、2012年5月の愛知大会においてドラゴン・キッドに敗れて王座陥落。
2013年、新日本プロレスのBEST OF THE SUPER Jr.に出場。
2014年3月、外国人史上初のオープン・ザ・ドリームゲート王座を戴冠。4日後にウーハー・ネイションとの同門対決を制し初防衛を果たしたが、5月の愛知大会でYAMATOに敗れて王座を失う。6月8日、BEST OF THE SUPER Jr.に出場し、決勝トーナメントに進出。準決勝戦で田口隆祐を下し、決勝戦でKUSHIDAと対戦。ベナドリラーで勝利を飾り、同大会を優勝した。同月21日、新日本プロレス大阪府立体育会館大会にて飯伏幸太の持つIWGPジュニアヘビー級王座に挑戦。最後にフェニックス・プレックス・ホールドを喰らい敗戦。10月29日、メキシコのメジャー団体であるAAAがアメリカにて主宰するルチャ・アンダーグラウンド（Lucha Underground）と契約を交わし入団。プリンス・ピューマ（Prince Puma）なるマスクマンとして出場。
2015年6月21日、DRAGON GATE神戸ワールド記念ホール大会に向けての参戦3選手「X・Y・Z」の「X」としてCIMA、ドン・フジイに呼び込まれる形で登場。ユニットとしてはMONSTER EXPRESSのままでありつつ、CIMAら無所属ともタッグを組む。7月3日、新日本プロレス後楽園ホール大会に突如現れ、IWGPジュニアヘビー級選手権試合を控えたケニー・オメガとKUSHIDAに対し、次期挑戦者として名乗りを上げた。8月16日、G1 CLIMAX 25にてIWGPジュニアヘビー級王座を保持するKUSHIDAに挑戦。空中殺法で追い込むがKUSHIDAのグラウンドテクニックで体力を消耗させられると最後にホバーボードロックを極められギブアップした。10月、SUPER Jr. TAG TOURNAMENTにマット・サイダルと組んで出場。1回戦でTIME SPLITTERS（KUSHIDA & アレックス・シェリー）、準決勝でヤング・バックス（マット・ジャクソン & ニック・ジャクソン）を破り、11月7日のPOWER STRUGGLEにて決勝をロッポンギ・バイス（ロッキー・ロメロ & バレッタ）と対戦。最後にバレッタにエア・サイダルを決めて勝利し、優勝を飾った。
2016年5月27日に後楽園ホールで行われたBEST OF THE SUPER Jr.の公式戦のウィル・オスプレイとのシングルマッチは、両者ともにアクロバティックな身のこなしに終始し、世界的な賛否両論を呼んだ。現役時代にストロングスタイルを貫いてきた長与千種をして「あれをやったら、また新しいステージに進まなければならない。もう格闘技だと言わず、ショーだと認めなさいよ、と言っているようにも思える」と言わしめた一戦であった。

### WWE

#### NXT
2018年1月16日、WWEと契約を交わし入団。4月7日、Takeover: New Orleansにて新設されたNXT北米王座を懸けた6wayラダーマッチにてNXTデビュー戦を行う。中盤にラーズ・サリバンからラダーごと振り落とされそうになるが、この反動を利用して場外のメンバーにムーンサルトプレスを敢行。また、ラダー上に寝かせたEC3にシューティングスタープレスを決めるなど見せ場を作るが、最後にベルトを手にしようとしたところにアダム・コールからラダー下から振り落とされ、ベルトを奪取するに至らなかった。8月18日、Takeover: Brooklyn IVにてNXT北米王座を保持するアダム・コールに挑戦。終盤にリバース・フランケンシュタイナーから630°スプラッシュを狙うもコールはリング外へ回避。しかし助走をつけてコールにフランケンシュタイナーを場外へ見舞い、リング内へ投げ込むと630°スプラッシュを決めて勝利。ベルトを奪取した。

#### WWE
2019年6月23日、Stomping Grounds 2019でWWE US王者のサモア・ジョーに挑戦。終盤にジョーのクローズラインを喰らい倒れるも即座に体勢を立て直すとチョコレートレインから630°スプラッシュへと繋げて勝利。王座を戴冠した。

## 得意技

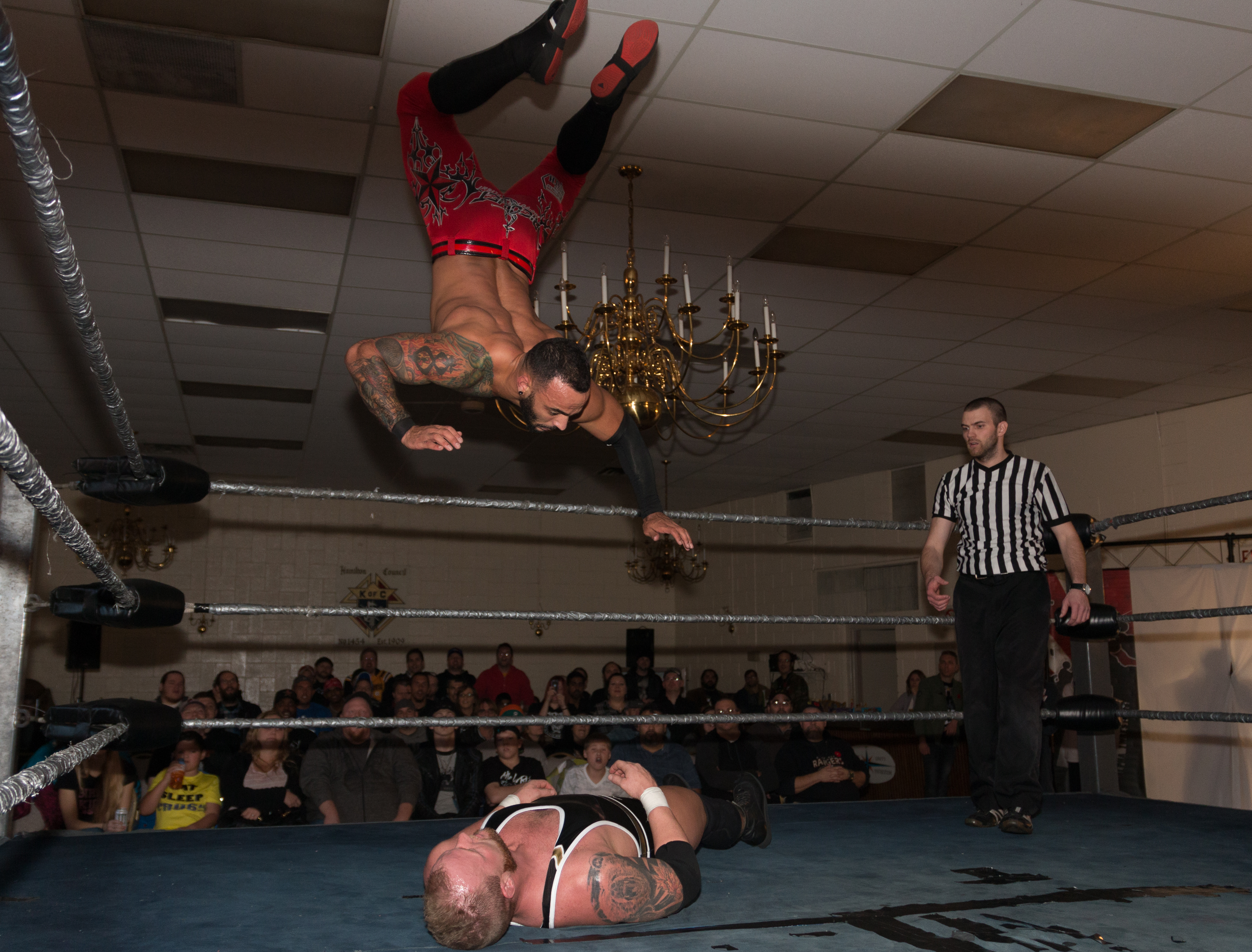
シューティング・スター・プレス

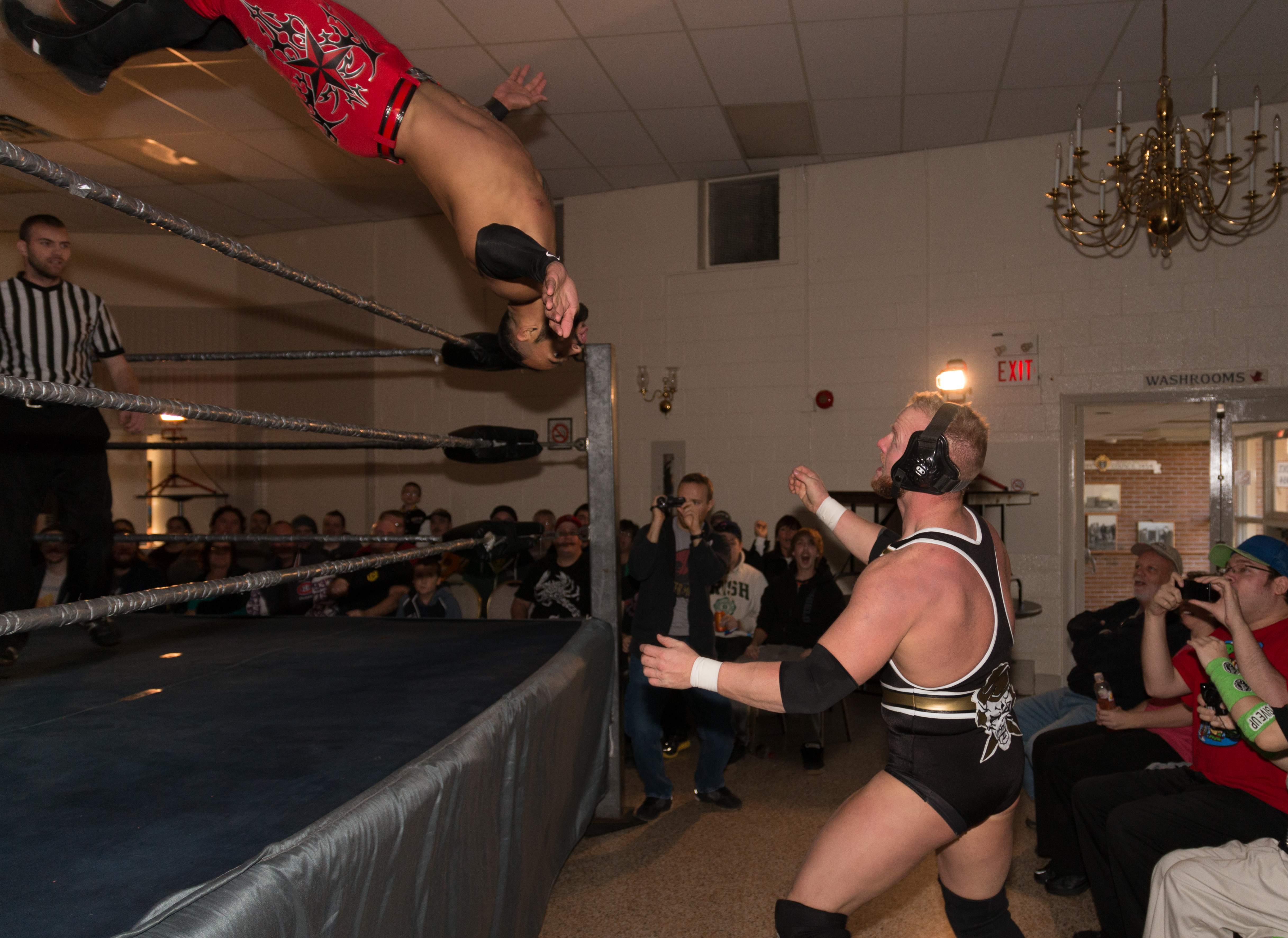
ムーンサルトアタック

### フィニッシュ・ホールド
リコイル
630°スプラッシュに並ぶ、2019年から使用している、フィニッシャーの1つ。
相手に向かって走り込み、ジャンプして自身の片膝を使っての相手の顔面にフェイス・バスターで叩きつける技。バックスタバーと同じ動作を相手の背後からではなく正面から行う技。
ベナドリラー
ファイヤーマンズキャリーの状態から相手を前方に足から落とし、棒立ち状態の相手に間髪入れずハイキックを叩き込む。
ファイトスタイルに変化を加え始めた2014年より使用。大一番では雪崩式や、正面に落として膝を叩き込む「go2sleep」のような形のものも繰り出す。技名はアメリカなどでアレルギー症状の緩和や睡眠改善を目的として販売されている抗ヒスタミン薬「ベナドリル」（EN:Benadryl、日本国内では「レスタミン」「ドリエル」として販売）に由来する。
ベナドリラー2point
ベナドリラーの改良版。
ファイヤーマンズキャリーから頭上に高く持ち上げ、落下してくる相手にオーバーヘッドキックを叩き込む。
ダブル・ローテーション・ムーンサルト・プレス
2回転のムーンサルト・プレス。
数々の空中技をこなすドラゴン・キッドですら「どう考えても出来る技じゃない」と述べる。
ファイトスタイルの変更もあり、2013年7月に使用して以降封印されていたが、ケージの上から限定で解禁する事がある。
ベルティゴ
ドラゴンスリーパーの体勢から持ち上げて、旋回しながら開脚ドライバーで落とす技。主にインディー団体でフィニッシャーとして使われることが多い。
キングス・ランディング
向かい合った相手をスタンド式肩固めで捕らえ、そのまま高々と抱え上げて背面から倒れ込むと同時に顔面からマットに叩きつける高角度式・フライト・ライナー。
2017年4月4日のNEVER無差別級6人タッグ王座防衛戦にて新しいフィニッシャーとして初披露した高角度式・フラットライナー。
名称は新日本プロレスの英語版ツイッターで募集した結果、本人が命名。ゲーム・オブ・スローンズに登場する七王国の王都から由来する。
ファイヤーバード・スプラッシュ
主にスワンダイブ式で放つことが多い。
フェニックス・スプラッシュ
セカンドロープから放つこともある。
630°スプラッシュ
コーナートップロープから前方に1+3/4回転（計630度）して放つセントーン。回転が速く背中から落ちるため威力は申し分がない。

### 打撃技
エルボー
エルボー・スマッシュ
バックハンド・チョップ
チョップ・スマッシュ
延髄斬り
ドロップキック
打点が高くコーナダウンの相手に放つときは滞空時間も長く的確に当てる。
ジャンピング・ハイキック
一回転してから高く飛んで放つ延髄切り。
コーナーからのハイキック
コーナー際のエプロンに立っている際、片腕でトップロープを掴んだまま軽くジャンプして延髄斬りのように放つハイキック。コーナーからの攻撃を狙っている状態で、相手が近付いてきた際迎撃で使用することが多い。
サマーソルトキック
コーナーにもたれている相手の胸部付近を蹴って後方に宙返りする技。
フット・スタンプ
通常のとは異なり、立っている相手にお見舞いする。垂直に跳び上がり、体を丸めて相手の鼻先に揃えた両足が来るようにしてから、一気に体を伸ばして相手の顔面を踏みつけるようにして、そのまま後ろに踏み倒す。2015年7月2日後楽園大会の6人タッグマッチにて初披露。
チョコレートレイン
ダイビング式のダブルニーアタック。スワンダイブ式や、走ってくる相手にその場でジャンプして決めるカウンター式とバリエーションが豊富である。

### 投げ技
スープレックス
スーパープレックス
キャプチャー・スープレックス・ホールド
変型バックドロップホールド。青木篤志のアサルトポイントと同型。新日本参戦後はフォールせずにそのままバク転の容量でクラッチを解かず、強引に相手を持ち上げブレーンバスターで落とすコンボを見せるようになった。
バックスライド・ドライバー
逆さ押さえ込みの体勢で勢いよく垂直落下させる。
リバース・フランケンシュタイナー
背を向けている相手に仕掛けるフランケンシュタイナー。受け身がとることができないので、相手は脳天から突き刺さる危険な技。思わぬタイミングで使用する。リコシェの場合は雪崩式だけでなく、立っている相手にも仕掛けることが多い。
ジャンピング・カッター
リコシェの場合、ロープに振られた相手の後ろから飛びついて決める。また、相手に背を向けた状態で、コーナポストに上ってから、ジャンプして放つこともある。
変形バックドロップ
相手の片足も抱えた状態から空中で相手を270度回転させ、相手の前面から叩き落す。
リックラック
相手の背後から飛びついて決める変形のコンプリートショット。主にこの技から、その場飛びシューティングスタープレスに繋げる。WWEのドルフ・ジグラーが使うジグザグと同型。
ムーンサルト・デッドリフト・スープレックス
四つん這い状態の相手の前方で後ろ向きに立ち、その場飛び式で後方宙返りをして相手の背後に回り、腰元をクラッチして一気に担ぎ上げて後方へ反り投げる変形ジャーマン・スープレックス。

### 関節技
変型グラウンド卍固め

### 飛び技
ファーストクラス・フライト
リコシェが使うシューティングスタープレス。非常に滞空時間が長い。また、スワンダイブでも繰り出す。ドラゴンゲートでは超高角度シューティング・スター・プレスの名称で使用。
スタンディングシューティングスタープレス
ムーンサルトアタック
ロープの反動をつけた後に場外の相手に放つムーンサルトアタック。
サスケ・スペシャルI（1号）
ロープの反動をつけた後にを側転したから場外の相手に放つ変形のムーンサルトアタック。稀に捻りながら飛ぶ事もある。
トペ・コン・ヒーロ
これもリコシェの場合は助走をつけてからセカンドロープに足を乗せてから高く飛んでから前転する。そのあまりの高さゆえに背面ではなく臀部や太股、もしくは膝裏あたりからぶつかっていくことも多々ある。最近では、バリエーションが増えており、捻りを入れて放つこともある。変形のサスケ・スペシャルのような形になる。
スーサイドダイブ

## タイトル歴
WWE
- WWE IC王座 : 1回
- WWE US王座 : 1回
- WWEスピード王座 : 1回
- NXT北米王座 : 1回

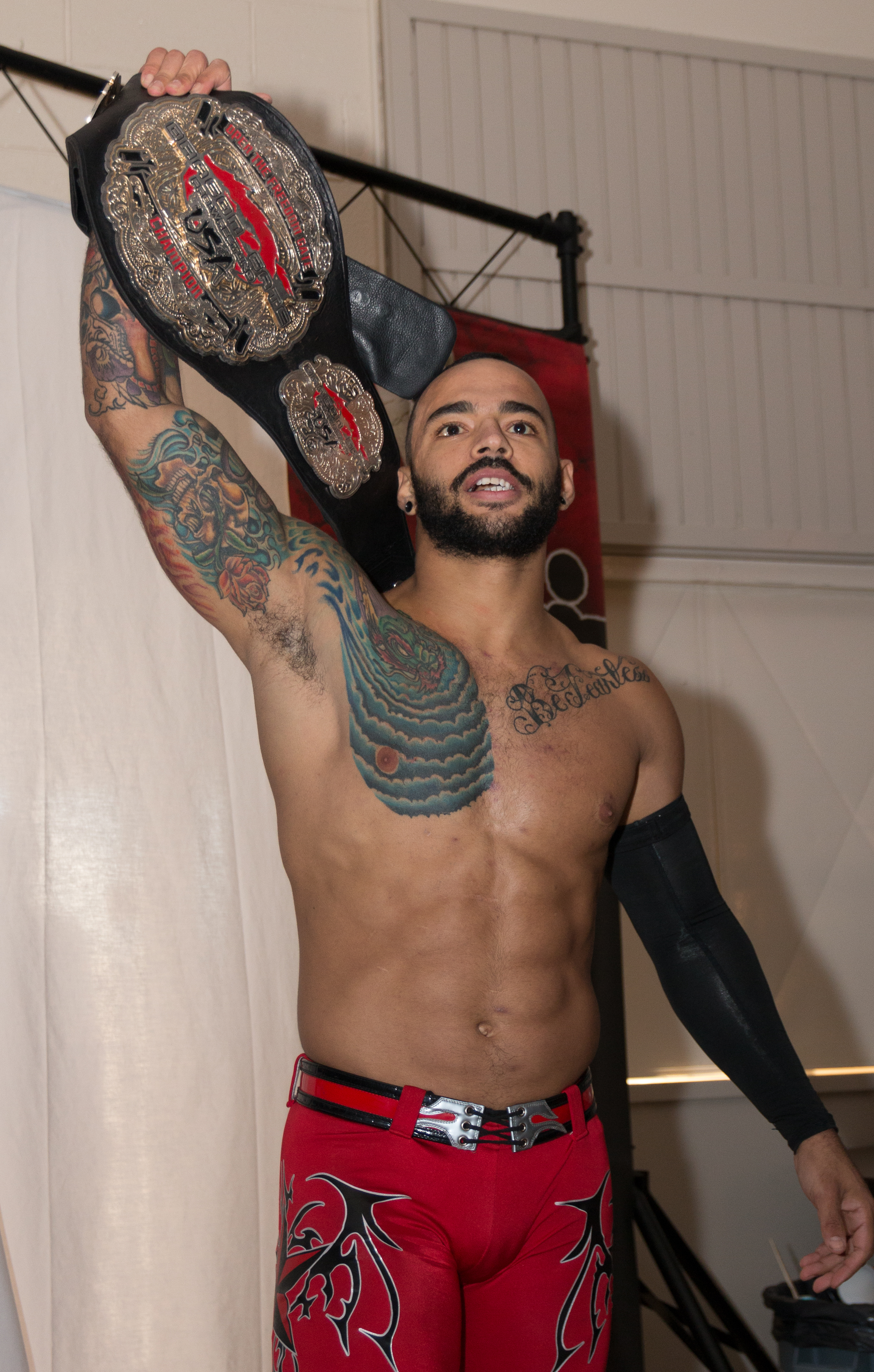
2014年、オープン・ザ・フリーダムゲート王者時代

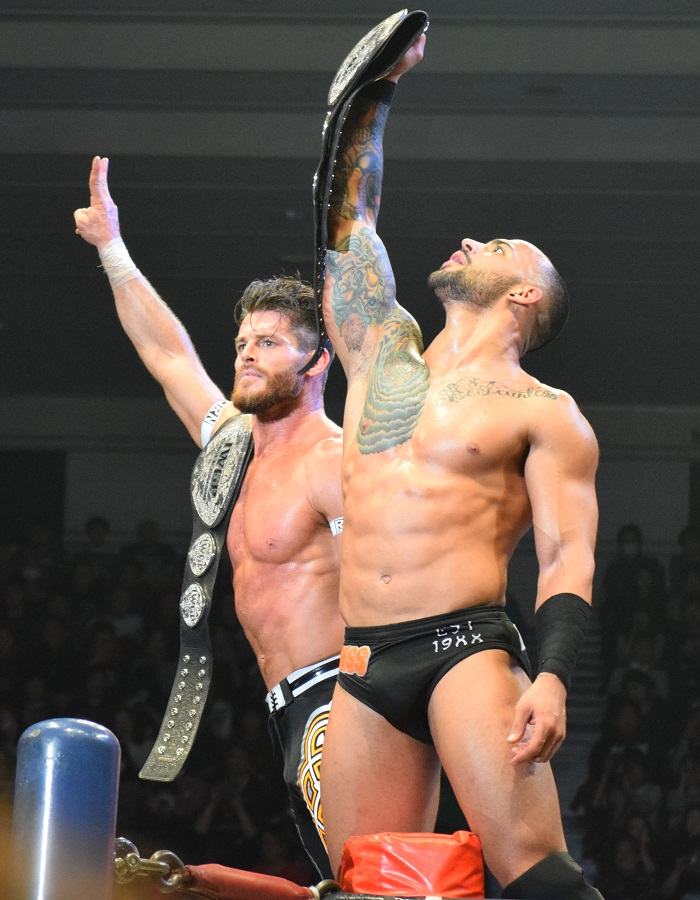
IWGPジュニアタッグ王座リコシェ& マット・サイダル

- ワールドカップ 優勝 : 1回（2022年）

DRAGON GATE
- オープン・ザ・ドリームゲート王座 : 1回（第18代）
- オープン・ザ・ブレイブゲート王座 : 1回（第21代）
- オープン・ザ・ツインゲート王座

第17代 : w / CIMA
第27代 : w / 土井成樹
- オープン・ザ・トライアングル・ゲート王座

第31代 : w / CIMA&ドラゴン・キッド
- KING OF GATE 優勝 : 1回（2013年）

DRAGON GATE USA
- オープン・ザ・フリーダムゲート王座 : 1回（第4代）
- オープン・ザ・ユナイテッドゲート王座

第2代 : w / CIMA
第3代 : w / 吉野正人
第2代王座はCIMA欠場により返上。
新日本プロレス
- IWGPジュニアタッグ王座

第45代 : w / マット・サイダル
第47代 : w / マット・サイダル
第53代 : w / 田口隆祐
- NEVER無差別級6人タッグ王座

第7代 : w / 小島聡&マット・サイダル
第8代 : w / 小島聡&デビッド・フィンレー
第12代 : w/ 棚橋弘至&田口隆祐
- BEST OF THE SUPER Jr. 優勝 : 1回（2014年）
- SUPER Jr. TAG TOURNAMENT 優勝 : 1回（2015年）

w / マット・サイダル
ルチャ・アンダーグラウンド
- ルチャ・アンダーグラウンド王座 : 1回
- ルチャ・アンダーグラウンドトリオ王座 : 1回

w / ドラゴン・アステカ・ジュニア&レイ・ミステリオ
PWG
- PWG世界王座 : 1回（第26代）
- バトル・オブ・ロサンゼルス 優勝 : 2回（2014年、2017年）

HOG
- HOG世界ヘビー級王座 : 1回

IPW
- IPWジュニアヘビー級王座 : 1回

RPW
- RPWブリティッシュ・タッグ王座

第12代 : w / リッチ・スワン
Chikara
- ヤングライオンズカップ 優勝 : 1回（2007年）

DDT
- アイアンマンヘビーメタル級王座 : 1回 （第1086代）